# Paratychius
Paratychius är ett släkte av skalbaggar. Paratychius ingår i familjen vivlar.
Kladogram enligt Catalogue of Life:
| Paratychius | \| \| Paratychius imbricatus \| \| \| \| \| \| Paratychius prolixus \| \| \| \| |
|             | \| \| Paratychius imbricatus \| \| \| \| \| \| Paratychius prolixus \| \| \| \| |
|             | Paratychius imbricatus                                                          |
|             |                                                                                 |
|             | Paratychius prolixus                                                            |
|             |                                                                                 |